# Кинески пух
Кинески пух (лат. Chaetocauda sichuanensis) је врста глодара из породице пухова (Gliridae). 

## Распрострањење
Ареал врсте је ограничен на једну државу. Кина је једино познато природно станиште врсте.

## Станиште
Станиште врсте су шуме. 

## Начин живота
Врста кинески пух прави гнезда. 

## Угроженост
Подаци о распрострањености ове врсте су недовољни.